# Gran Invasión Turca
La Gran Invasión Turca, también traducida como los Grandes Problemas Turcos (en georgiano: დიდი თურქობა, didi turkoba) es el término con el que la historiografía de Georgia se refiere a los continuos ataques y asentamientos de los seleúcidas liderados por las tribus turcas en las tierras georgianas durante el reinado de George II en la década de 1080. El término tiene su origen en la crónica georgiana del siglo XII y es aceptado en la erudición moderna de Georgia. Las invasiones seleúcidas provocaron una grave crisis en el reino de Georgia, dejando despobladas varias de sus provincias y debilitando la autoridad real, hasta que la marea se invirtió con las victorias militares del rey David IV de Georgia. (1089–1125).

## Antecedentes
Los selyúcidas hicieron su primera aparición en Georgia en la década de 1060, cuando el sultán Alp Arslan asoló las provincias del suroeste del reino georgiano y redujo Kakheti. Estos intrusos formaban parte de la misma oleada del movimiento turco que infligió una aplastante derrota al ejército del Imperio bizantino en la Batalla de Manzikert en 1071. Aunque los georgianos pudieron recuperarse de la invasión de Alp Arslan, la retirada bizantina de Anatolia les puso en contacto más directo con los selyúcidas. En la década de 1070, Georgia fue atacada en dos ocasiones por el sultán Malik Shah I, pero el rey georgiano Jorge II aún pudo defenderse en algunas ocasiones.

## Invasión

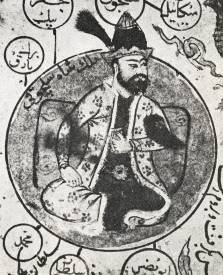
Sultán Malik Shah

En 1080, Jorge II fue sorprendido, en las cercanías de Queli, por una gran fuerza turca dirigida por Aḥmad, probablemente de la dinastía Mamlān, a quien la crónica georgiana llama "poderoso emir y fuerte arquero". Jorge fue puesto en fuga, a través de Adjara, hacia Abjasia. Los turcos conquistaron Kars a los georgianos y regresaron a sus bases cargados de riquezas 0A esto le siguieron pronto incursiones aún mayores, dirigidas por Yaʿqub y ʿIsā-Böri. El 24 de junio de 1080, los turcos seminómadas empezaron a llegar en masa a las provincias del sur de Georgia, adentrándose rápidamente en el país e invadiendo Asispori, Klarjeti, Shavsheti, Adjara, Samtsje, Kartli, Argueti, Samokalako y el Monasterio Martvili. Las ciudades clave de Kutaisi y Artanuji y las vibrantes ermitas cristianas de Klarjeti fueron incendiadas. Los que sobrevivieron a los combates tuvieron que huir a las montañas, donde muchos de ellos encontraron la muerte por frío e inanición.
Al ver cómo se destruía su reino, Jorge II, desesperado, se dirigió a Isfahán, a Malik Shah, que trató al monarca georgiano con mucha consideración y le prometió seguridad frente a los nómadas a cambio de un tributo (Jarach).

## Resultados

Mapa del Caucaso c. 1090

La aceptación por parte de Jorge de la soberanía selyúcida no supuso una verdadera paz para Georgia. Los turcos continuaron su movimiento estacional en el territorio georgiano para aprovechar la rica hierba del valle del Río Kurá y las guarniciones selyúcidas ocuparon las fortalezas clave en el sur de Georgia. Estas incursiones y asentamientos tuvieron un efecto ruinoso en el orden económico y político de Georgia. Las tierras cultivadas se convirtieron en pastos para los nómadas y los campesinos se vieron obligados a buscar seguridad en las montañas. El cronista georgiano contemporáneo se lamenta de que "en aquellos tiempos no había ni siembra ni cosecha. La tierra estaba arruinada y convertida en bosque; en lugar de los hombres, las bestias y los animales del campo hacían su morada allí. Una opresión insufrible cayó sobre todos los habitantes de la tierra; no tenía parangón y era mucho peor que todos los estragos oídos o experimentados"  Una situación similar se dio en la vecina Armenia como se relata en la crónica de Aristakes Lastivertsi. Para empeorar las cosas, un grave terremoto golpeó las provincias del sur de Georgia, devastando Tmogvi y sus alrededores el 16 de abril de 1088.
Los grandes nobles de Georgia aprovecharon el debilitamiento del poder real para promover su autonomía. Jorge II intentó aprovechar el favor de Malik Shah para doblegar a Aghsartan I, el recalcitrante rey de Kakheti, en el este de Georgia, para que se sometiera, pero no consiguió ningún resultado debido en gran parte a sus acciones contradictorias. Aghsartan fue capaz de superarlo ofreciendo sumisión a Malik Shah y comprar seguridad convirtiéndose al Islam.

## Consecuencias

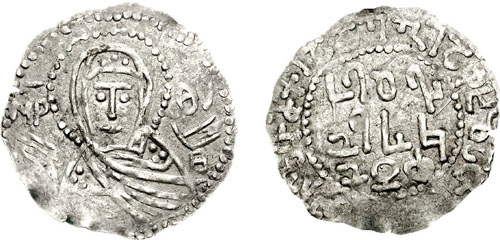
Moneda de Jorge II, 1081-1089

Tal fue la situación en Georgia, cuando, en 1089, Jorge II decidió poner la corona -o fue obligado a hacerlo por sus nobles- en la cabeza de su hijo David IV, de 16 años. Este joven y enérgico gobernante supo aprovechar el desorden en el Imperio selyúcida tras la muerte de Malik Shah en 1092 y la llegada de la Primera Cruzada a Oriente Medio en 1096 y se embarcó en una campaña sistemática destinada a frenar la oposición aristocrática y expulsar a los selyúcidas de su reino. En 1099, año en que Jerusalén cayó en manos de los cruzados, David se sintió lo suficientemente fuerte como para retener el tributo anual que se pagaba a los selyúcidas. Una serie de éxitos militares sobre los sucesores regionales del imperio selyúcida concluyó con una importante victoria sobre los ejércitos musulmanes en la Batalla de Didgori en 1121, que convirtió al reino georgiano en una formidable potencia en el Cáucaso y en  Anatolia oriental.